# Joan Antoni Carrillo Milán
Joan Antoni Carrillo Milán (Monistrol de Montserrat, 8 de setembre de 1968) és un exfutbolista que jugava com a migcampista i entrenador de futbol català, que entrena actualment l'HNK Hajduk Split croata.

## Carrera com a futbolista
Carrillo va debutar com a sènior amb el CF Lloret, i va jugar posteriorment amb el Girona FC, FC Andorra, RCD Espanyol B, Polideportivo Ejido, Palamós CF i UE Vilassar de Mar. Es va retirar el 2001 amb aquest darrer equip, després d'haver jugat habitualment a la Segona Divisió B i la Tercera Divisió.

## Carrera com a entrenador
Poc després de retirar-se com a futbolista, Carrillo va començar a treballar al planter del RCD Espanyol. El 3 de juliol de 2006 fou nomenat entrenador del Girona FC, amb el club a tercera divisió.
El 5 de febrer de 2007 Carrillo fou destituït, a causa de les pobres actuacions dels blanc-i-vermells. Llavors va retornar a l'Espanyol, on va fer d'entrenador assistent de l'equip B.
Carrillo fou nomenat assistent del primer equip el 2009, amb Mauricio Pochettino. El juny de 2011 va ingressar a l'equip de col·laboradors de Paulo Sousa i fou entrenador assistent del Videoton FC hongarès.
El 6 de juny de 2014 Carrillo va passar al capdavant del club, en substitució del cessat José Gomes. Més o menys un any després, i tot i haver guanyat la lliga, fou despatxat després de "desencontres sobre la futura plantilla".
El 19 d'octubre de 2015 Carrillo fou nomenat entrenador de la UD Almería, en substitució del cessat Sergi Barjuán. Fou despatxat el 20 de desembre, després d'una ratxa de 15 partits sense guanyar.
Carrillo fou nomenat tècnic de l'HNK Hajduk Split el desembre de 2016. En la seva primera temporada com a entrenador del Hajduk, l'equip fou tercer a la lliga, tot i que van aconseguir una victòria 2-0 contra el seu principal rival, el GNK Dinamo de Zagreb a Zagreb, i el seu davanter Márkó Futács va ser màxim golejador de la lliga amb 18 gols. Després de la temporada, Carrillo va ampliar el contracte per la 2017-18.

## Vida personal
El seu germà, Lluís, també és entrenador de futbol.

## Palmarès

### Com a entrenador
Videoton
- Lliga hongaresa: 2014–15